# Грузія на Чемпіонаті світу з легкої атлетики 2017
Грузія на Чемпіонаті світу з легкої атлетики 2017, що проходив з 4 по 13 серпня 2017 року в Лондоні (Велика Британія) була представлена 1 спортсменом.

## Результати

### Чоловіки
Трекові і шосейні дисципліни
| Спортсмен          | Дисципліна | Фінал     | Фінал |
| Спортсмен          | Дисципліна | Результат | Місце |
| ------------------ | ---------- | --------- | ----- |
| Давіті Харазішвілі | Марафон    | 2:24.24   | 54    |